# Pitta brachyura
La pita india (Pitta  brachyura) es una especie de ave paseriforme de la familia Pittidae que habita en el norte de la India y pasa el invierno en el sur del país y Sri Lanka.